# 国際基督教団
国際基督教団（こくさいきりすときょうだん）は東京都渋谷区代々木に本部を置く、日本のプロテスタントの団体。メソジスト系。日本福音同盟と日本キリスト教協議会に加盟している。

## 沿革
- 1946年 金井為一郎の薫陶を受けた、吉本斗川と吉本美枝夫妻が、超教派の国際的な伝道を目的として創立された。
- 1950年　「平和の鐘」運動を起こし、ラジオ、テレビで伝道を展開した。[1]
- 1972年　全国朝祷会連合代々木朝祷会に参加している。
- 1989年　吉本美枝が日本福音学校代々木校校長に就任、信徒研修講座が開催されている。
- 1990年　教会音楽科を設置。教会奉仕者育成い力を注いでいる。
- 2000年　国際英語学校を設立。

## 特色
- メソジスト系の団体である。